# Victoria amazonica
Victoria amazonica, auch Amazonas-Riesenseerose genannt, ist eine Pflanzenart aus der Gattung der Riesenseerosen (Victoria) innerhalb der Familie der Seerosengewächse (Nymphaeaceae). Sie ist in den flachen Gewässern, wie in Altwässern und Bayous, des Amazonas-Beckens heimisch. Benannt wurde sie nach der britischen Königin Victoria.

## Vorkommen
Die Amazonas-Riesenseerose kommt ursprünglich in Brasilien, Kolumbien, Peru und Bolivien vor, wobei einige Quellen zusätzlich Guyana nennen.
Als eingeführte Art ist sie mittlerweile auch in Vietnam heimisch geworden.
Victoria amazonica wurde in Kolumbien auf Höhen zwischen 180 und 360 Metern nachgewiesen.

## Beschreibung und Ökologie

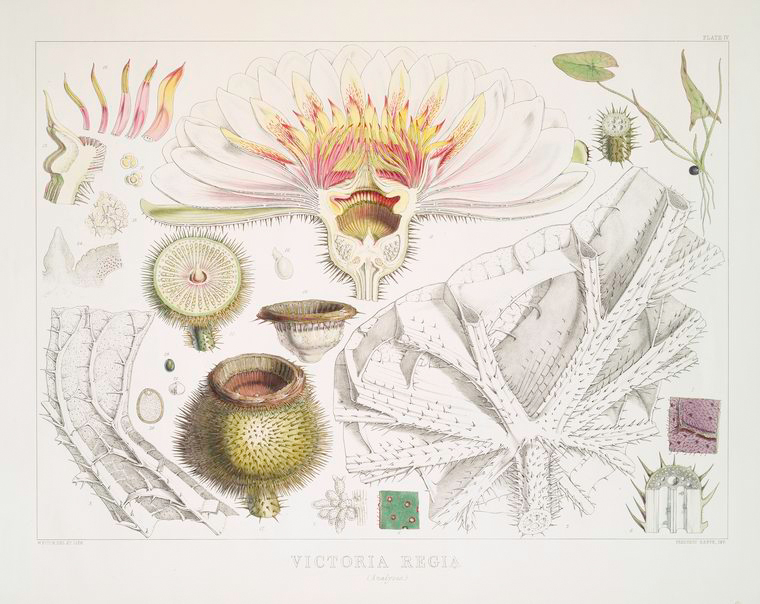
Illustration aus Victoria Regia : or, Illustrations of the Royal water-lily, in a series of figures chiefly made from specimens flowering at Syon and at Kew by Walter Fitch; with descriptions by Sir W.J. Hooker., 1851

### Vegetative Merkmale
Victoria amazonica ist eine krautige Pflanze. Die Laubblätter sind in Blattstiel und Blattspreite gegliedert. Der untergetauchte Blattstiel besitzt eine Länge von 7 bis 8 Meter. Die schwimmenden Blätter haben einen etwa 6 cm hohen Rand, der zwei gegenüber liegenden Einschnitte aufweist. Diese Einschnitte sorgen dafür, dass der Blattrand bei heftigen Bewegungen nicht einreißt und überschüssiges Wasser nach starken Regenfällen leicht abfließen kann. In der Natur erreicht jedes Blatt einen Durchmesser von bis zu 3 Meter, während die in botanischen Gärten gehaltenen Pflanzen normalerweise einen Blattdurchmesser von 2 Metern nicht überschreiten. Auf der Unterseite des Blattes bilden sich, zwischen den kräftigen Blattnerven und der Wasseroberfläche, große Luftblasen, auf denen das große Blatt, wie auf einem Luftkissen, schwimmt. Die starken Stacheln schützen die Pflanze vor Fressfeinden, zu denen insbesondere Seekühe und Fische zählen.

### Generative Merkmale

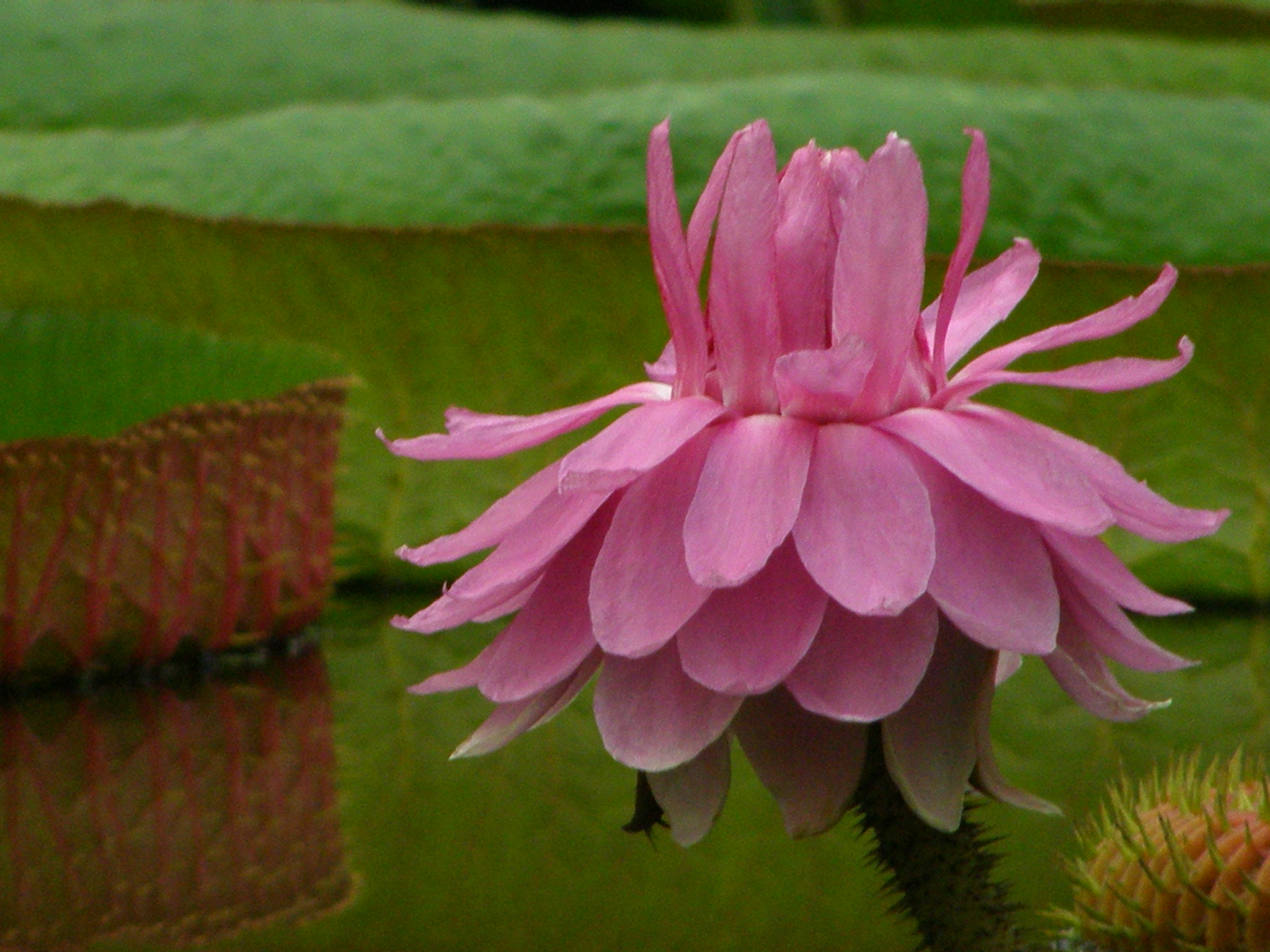
Nahaufnahme einer bereits befruchteten, rosafarbenen Blüte

Die Blüten weisen Durchmesser von bis zu 40 Zentimeter auf und blühen zwei Tage lang. Die zunächst weißen Blüten öffnen sich am frühen Abend und verströmen einen Geruch nach Ananas, um damit ihre bevorzugten Bestäuber anzulocken. Zusätzlich heizt die Blüte sich auf, bis sie etwa 10 Grad wärmer ist als die nächtliche Außentemperatur. Die Kombination aus der Wärme, der hellen Blütenfarbe und dem Geruch lockt Käfer an, die von der Blüte eingeschlossen werden. Die Blüte öffnet sich erst am Abend des zweiten Tages wieder, hat aber durch die Bestäubung die Farbe gewechselt und ist nun kräftig rosarot gefärbt und geruchlos. Die mit Pollen beladenen Käfer, die nach dem Eingeschlossensein wieder entlassen werden, werden nun dazu verlockt, das stärkehaltige, schwammige Gewebe der Fruchtblätter zu fressen. Wenn sie verblüht sind, sinken die bestäubten Blüten zum Grunde des Wassers, wo sich die Samen entwickeln.

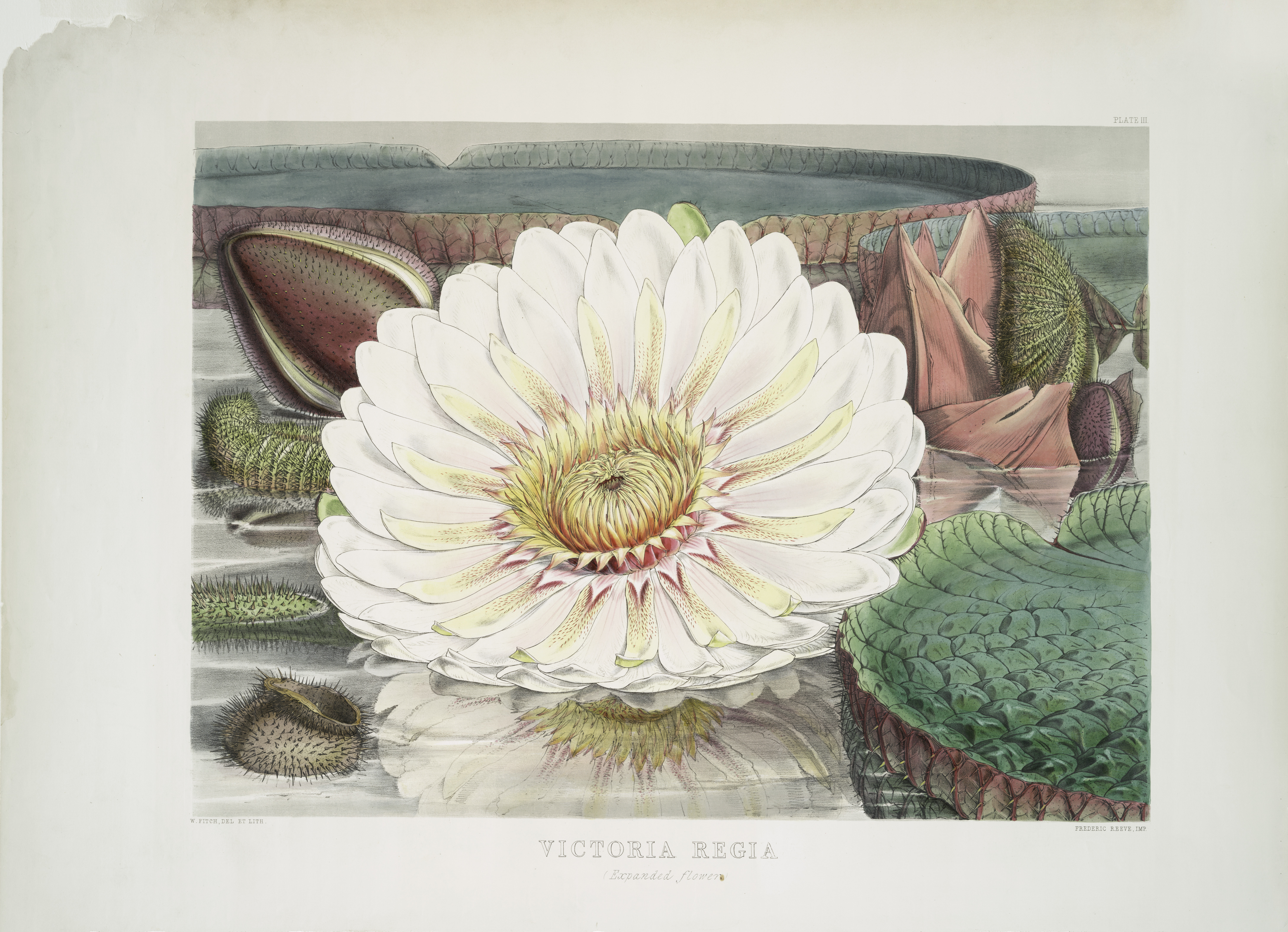
Illustration von Walter Hood Fitch, 1851

## Systematik und botanische Geschichte
Victoria amazonica gehört zur Gattung Victoria in der Unterfamilie Nymphaeoideae innerhalb der Familie Nymphaeaceae, früher Euryalaceae. Synonyme für Victoria amazonica (Poepp.) J.C.Sowerby sind: Euryale amazonica Poepp., Nymphaea victoria R.H.Schomb. ex Lindl. nom. inval., Victoria amazonica Planch. ex Casp., Victoria regia Lindl., Victoria regia var. randii hort. ex Conard nom. inval., Victoria regina R.H.Schomb.
Die Amazonas-Riesenseerose wurde 1801 vom Botaniker Thaddäus Haenke auf einer Forschungsreise ins Amazonasgebiet entdeckt. Die wissenschaftliche Erstbeschreibung erfolgte allerdings erst 1836 unter dem Namen (Basionym) Euryale amazonica Poepp. durch Eduard Friedrich Poeppig in Reise in Chile, Peru, Band 2, S. 432 (Frorieps Notizen 35, 1832, S. 131). Der heute gültige Name wurde 1850 durch James de Carle Sowerby in Annals and Magazine of Natural History, Ser. 2, 6, S. 310 veröffentlicht.

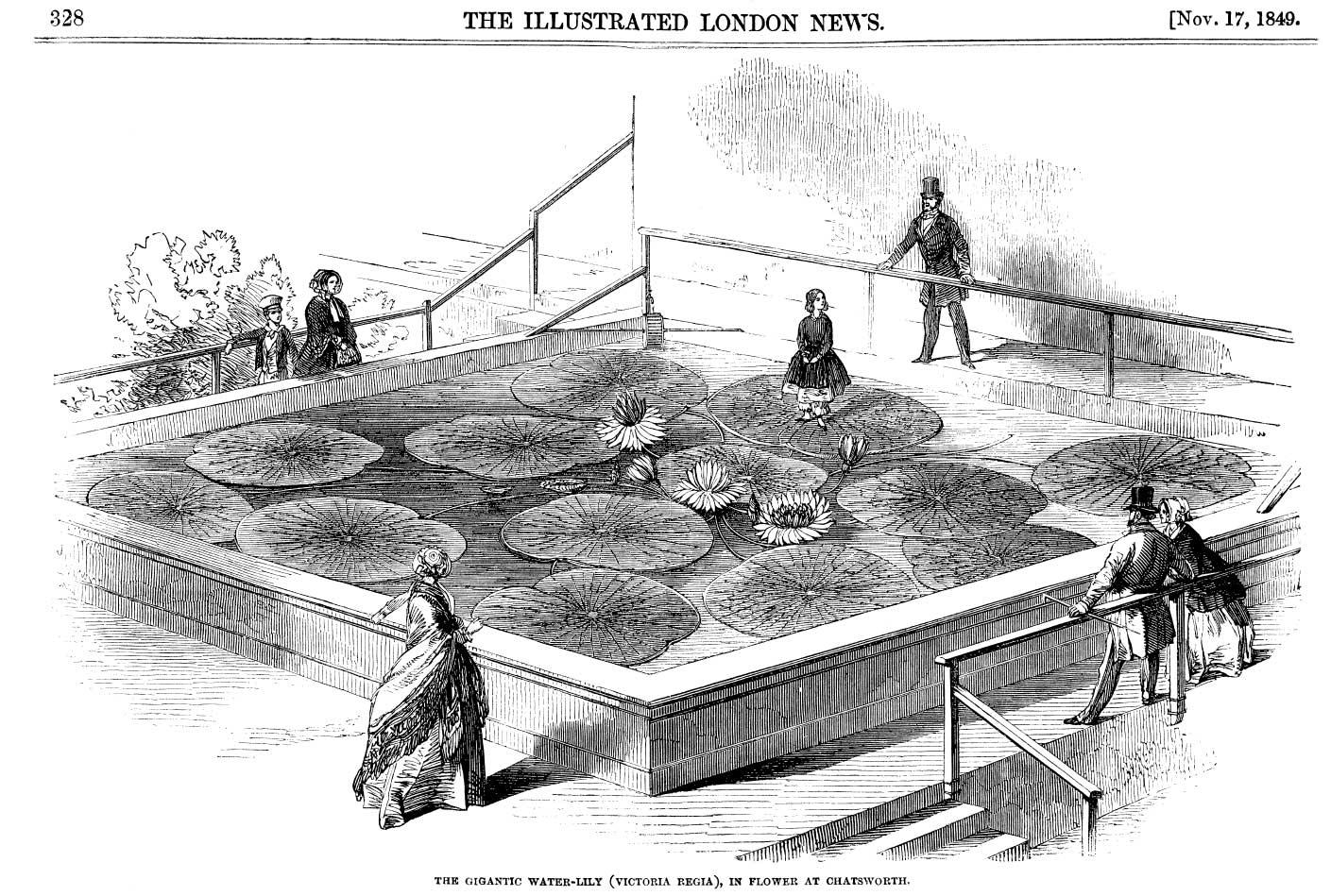
„On unbent leaf in fairy guise,
Reflected in the water,
Beloved, admired by hearts and eyes,
Stands Annie, Paxton's daughter...“
Annie, die Tochter von Joseph Paxton, auf einem Blatt der Victoria amazonica im eigens angelegten Gewächshaus in den Royal Botanical Gardens.
Publiziert in der Illustrated London News vom 17. November 1849

John Lindley stellte 1837 in Monog. 3 die Gattung Victoria auf. Im Oktober 1837 veröffentlichte Lindley, basierend auf Pflanzenexemplaren, die durch Robert Schomburgk in Britisch-Guayana gesammelt wurden, den Namen Victoria regia. Lindley benannte die Gattung Victoria und die Art Victoria regia nach der damals jüngst gekrönten britischen Königin Victoria. Die Schreibweise nach Schomburgks Beschreibung im Athenaeum, einen Monat zuvor veröffentlicht, war noch mit Victoria Regina angegeben. Obwohl die Schreibweise durch die Botanical Society of London für ihr neues Emblem angepasst wurde, wurde Lindleys Version während des 19. Jahrhunderts durchweg benutzt.
In der Erstbeschreibung als Euryale amazonica aus dem Jahr 1832 beschrieb Eduard Friedrich Poeppig eine Ähnlichkeit mit Euryale ferox. Eine Sammlung und Beschreibung wurde ebenso durch den französischen Botaniker Aimé Bonpland im Jahr 1825 erstellt.
1850 bemerkte James de Carle Sowerby in Ann. Mag. Nat. Hist., Ser. 2, 6, 310 Poeppigs frühere Beschreibung und überführte das Artepitheton zu amazonica. Der neue Name wurde durch Lindley jedoch abgelehnt. Die aktuelle Bezeichnung Victoria amazonica setzte sich dadurch erst im 20. Jahrhundert durch.
Unter dem Namen Victoria regia war sie einst Gegenstand einer Rivalität zwischen viktorianischen Gärtnern in England. Stets auf der Suche nach einer spektakulären neuen Art mit denen sie ihre Peers beeindrucken konnten, begannen die viktorianischen Gärtner (In Wahrheit gärtnerten sie nie selbst, sondern beschäftigten talentierte Gartenbauer so wie Joseph Paxton (für Devonshire) und den in Vergessenheit geratenen Herr Ivison (für Northumberland), um ihre Liegenschaften und Gärten zu pflegen.) wie der Duke of Devonshire und der Duke of Northumberland einen Wettstreit darum, wer der Erste sein würde, diese enorme „Seerose“ zunächst zu kultivieren und dann zur Blüte zu bringen. Letztlich waren es die beiden eben erwähnten Herzöge, die dies erreichten, wobei es Joseph Paxton (für den Duke of Devonshire) als erstes im November 1849 gelang, indem er den warmen sumpfigen Habitat dieser Art nachbaute („nicht einfach im winterlichen England ausgerüstet lediglich mit einer kohlebefeuerten Heizung“) und ein gewisser „Herr Ivison“ als Zweitem jedoch längerfristig erfolgreichen (für Northumberland) im Syon House.

## Victoria amazonicain botanischen und privaten Gärten

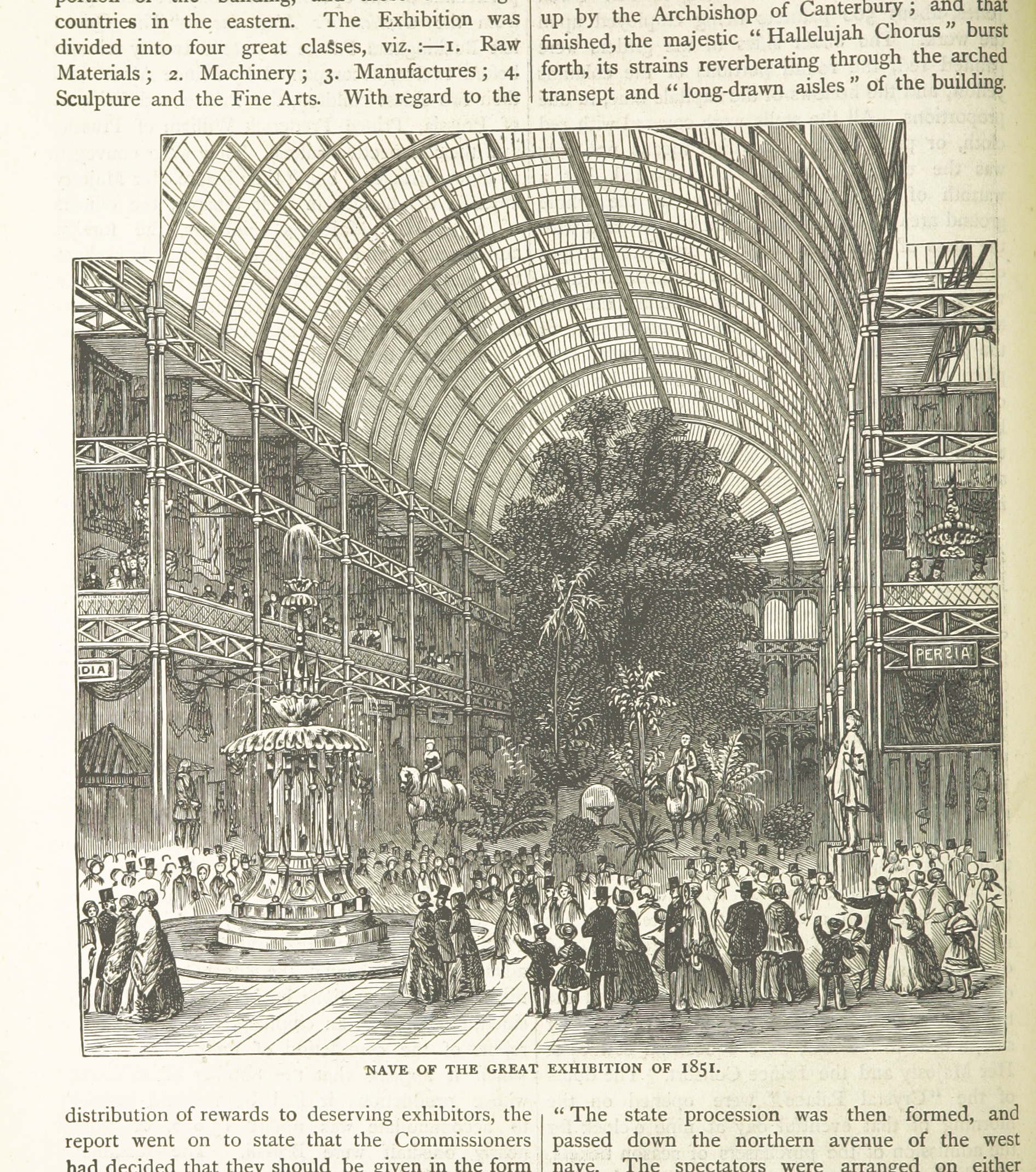
Die Konstruktion des Kristallpalasts orientiert sich an den Rippen der Riesenseerosenblätter

Die exotisch anmutende Pflanzenart erregte öffentliches Aufsehen und wurde Gegenstand etlicher ihr gewidmeter wissenschaftlicher Einzeldarstellungen. Die botanischen Illustrationen von kultivierten Exemplaren in Fitchs und W. J. Hookers Arbeit Victoria Regia von 1851 erfuhren kritische Würdigung im Athenaeum, „they are accurate, and they are beautiful“ (dt.: „sie sind akkurat und sie sind schön“).
Der Duke of Devonshire beschenkte Königin Victoria mit einer der ersten Blüten.
Aufgrund ihrer außergewöhnlichen Größe, mit Blüten und Schwimmblättern wird die Amazonas-Riesenseerose als Teil der Sammlung in zahlreichen botanischen Gärten und auch in den Gewächshäusern privater Liebhaber angepflanzt. Im Jahr 1851 brachte August Borsig ein Exemplar in Berlin-Moabit zur Blüte, wo sie in einem „eleganten Glastempel aus zierlichen Eisenstäben“ wuchs. Die Erwärmung des Gewächshauses und des Wassers durch eine gemauerte Warmwasserheizung war für die damalige Zeit etwas so Besonderes, dass interessierte Besucher Eintritt zahlten, um die Wasserpflanze mit eigenen Augen zu sehen.
Die Seerose weist eine Winterhärte entsprechend der USDA-Klimazonen 10-11 auf, das bedeutet, sie kann in Teichen und Schaubecken den Sommer verbringen. Durch Frost oder Nachtfrost, würde sie jedoch Schaden nehmen und muss daher zur Überwinterung in frostfreie Räume gebracht werden. Üblicherweise wird sie wie einjährige Pflanzen im späten Winter ausgesät, in Containern im Gewächshaus vorkultiviert und dann den Sommer über in den Schaubecken weiter gepflegt. In botanischen Gärten der gemäßigten Zonen wird Victoria amazonica oft in Gewächshäusern ausgestellt. Sie gedeiht am besten in klarem Süßwasser bei voller Sonne.

## Victoria amazonicaals Vorbild in der Architektur

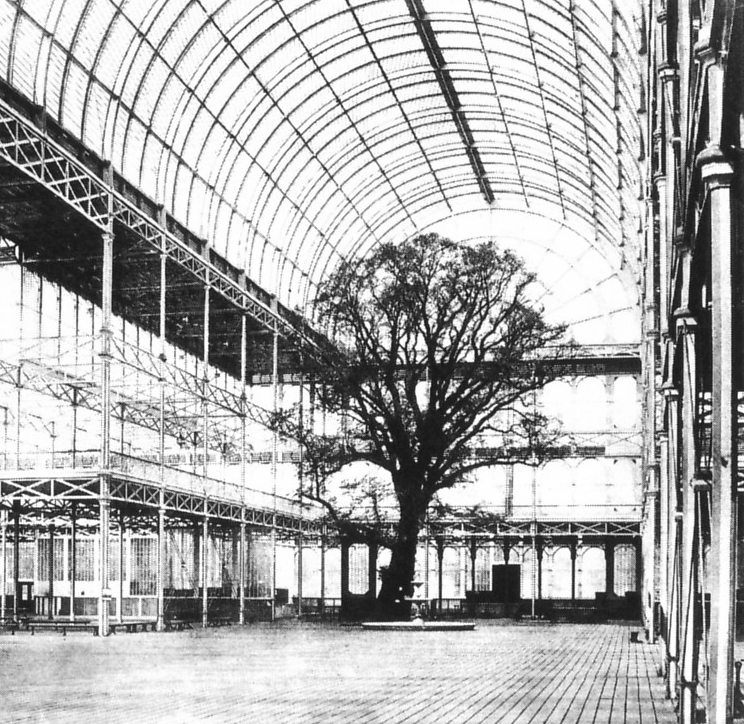
Fotografie des „Crystal Palace“ von 1851

Jedes ausgewachsene Blatt der Amazonas-Riesenseerose kann ein Gewicht von bis zu 50 kg tragen. Die speziellen Stützrippen der Seerosenblätter erweckte auch das Interesse von Konstrukteuren und Architekten, wie Joseph Paxton. Für die 1851 abgehaltene Weltausstellung in London konzipierte Paxton im Hyde Park den Kristallpalast. Es wurden nur vier Monate Bauzeit benötigt, da industriell vorgefertigte Eisen- und Glasteile verwendet wurden, die von mehr als 2.000 Arbeitern dann vor Ort zusammengesetzt wurden. Mit einer Größe von 615 mal 150 Metern war das dreistöckige viktorianische Gebäude viermal so groß wie der Petersdom in Rom. Der Crystal Palace kam dabei jedoch völlig ohne Mauerwerk aus. Seine Einzelteile bestanden aus Eisenträgern, Holz und Glas, wobei Paxton die Querstreben baulich so umgesetzt hatte, dass sie die tragenden Eigenschaften der Seerosenblätter imitierten. Seine Rahmenkonstruktion, für die er zusätzlich Stahlseile verwendete, war so stabil, dass die Glasscheiben nur ihr eigenes Gewicht tragen mussten. Königin Victoria war so begeistert, dass sie Praxton zum Ritter ernannte.
Im Jahr 1914 präsentierte der Architekt Bruno Taut sein „Glashaus“ auf der Kölner Werkbundausstellung, wobei er die Knospe der Amazonas-Riesenseerose zum Vorbild nahm.

## Sonstiges
- Als Abbildung ist Victoria amazonica Teil des Wappens von Guyana.
- Victoria amazonica fand Eingang in die Mythologie der Guaraní. Der Legende der Victoria Regia zufolge wandelte der Mond eine sich opfernde Prinzessin zur Victoria amazonica, dem „Stern der Wasser“ um.[17]
- Die reifen Samen der Seerose werden von Angehörigen indigener Völkern zu Mehl verarbeitet und zur Herstellung von Gebäck genutzt.[3]

## Galerie

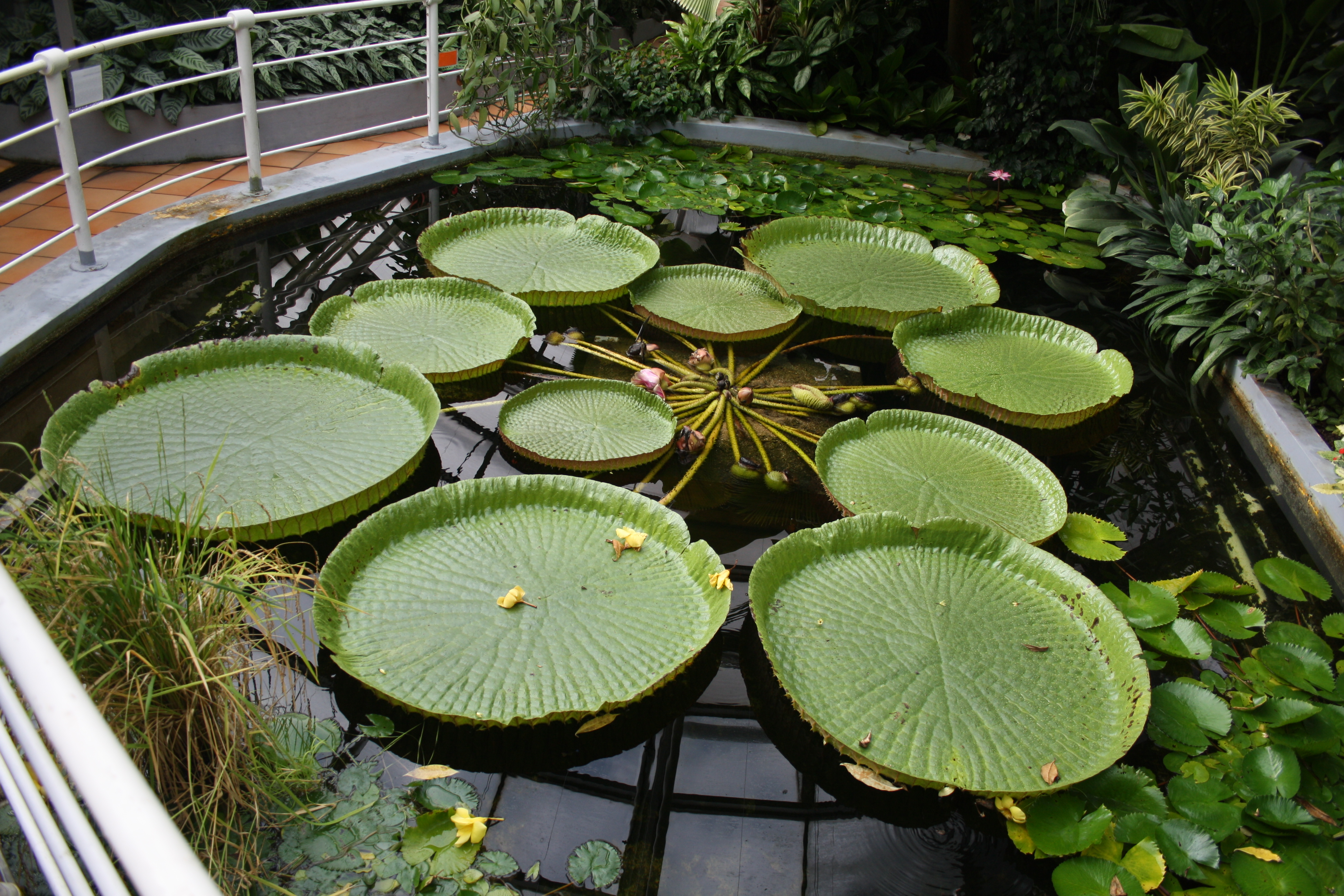
Im Botanischen Garten von Brno
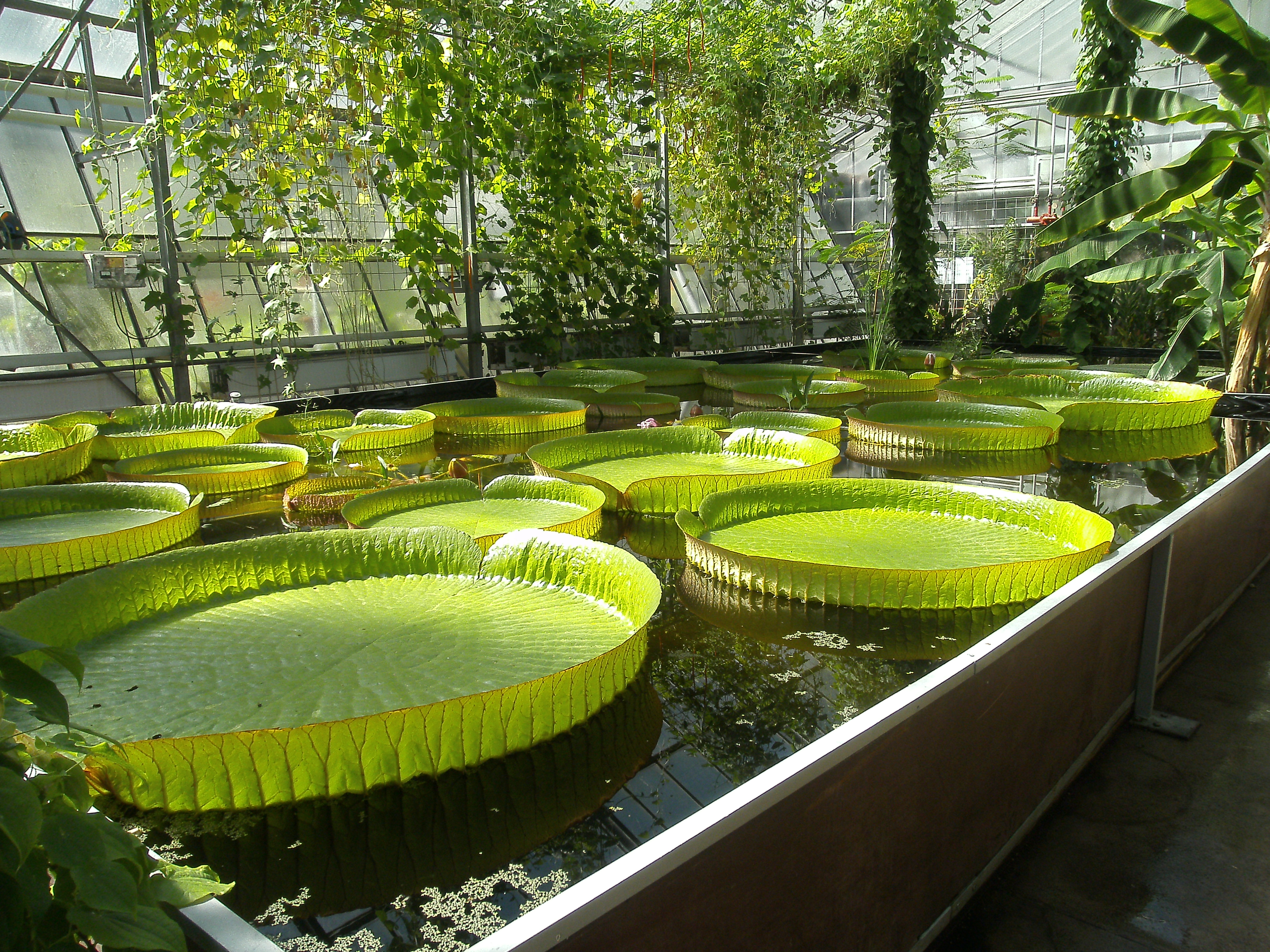
Kultur im Gewächshaus des Botanischen Gartens Bochum
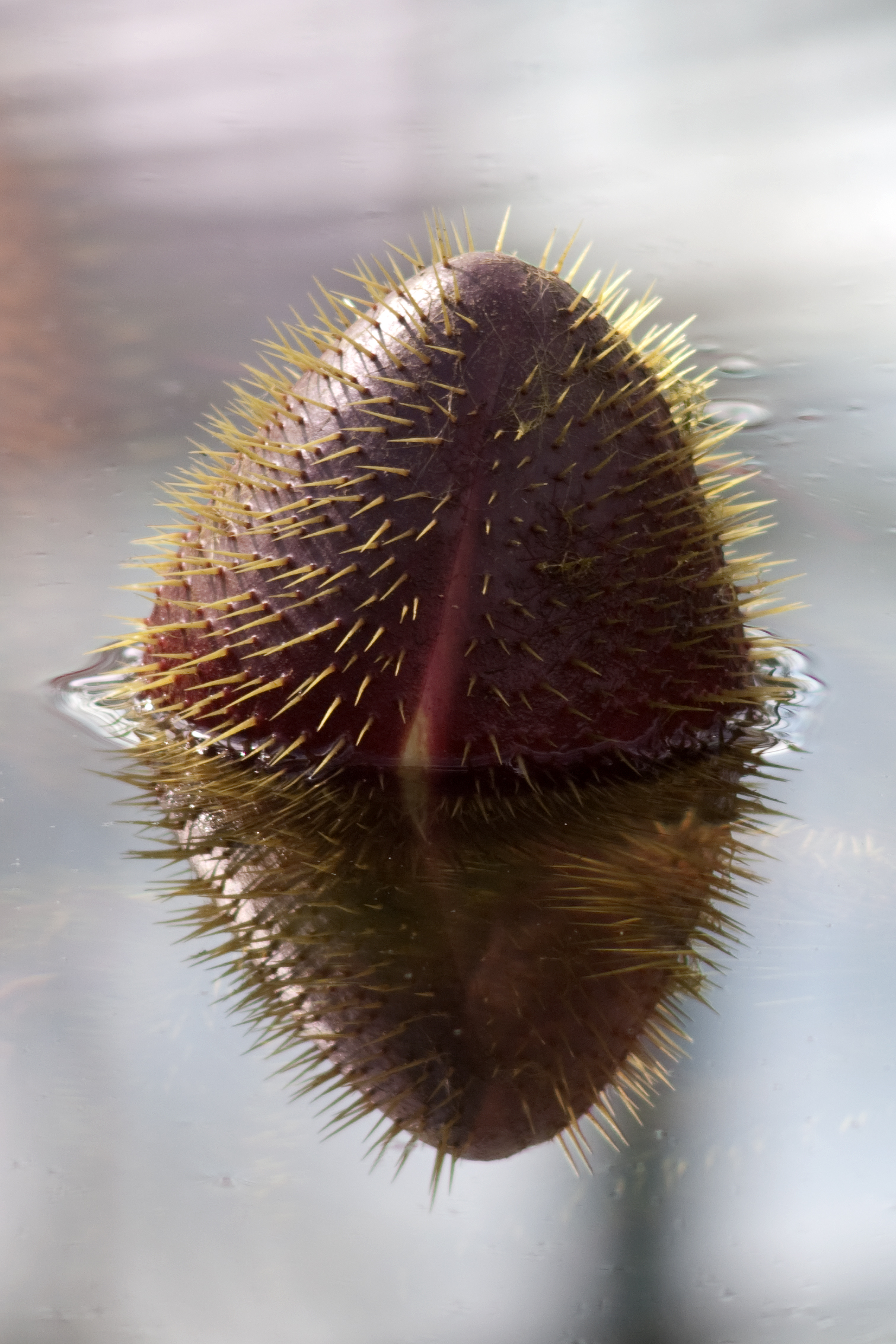
Bestachelte Knospe
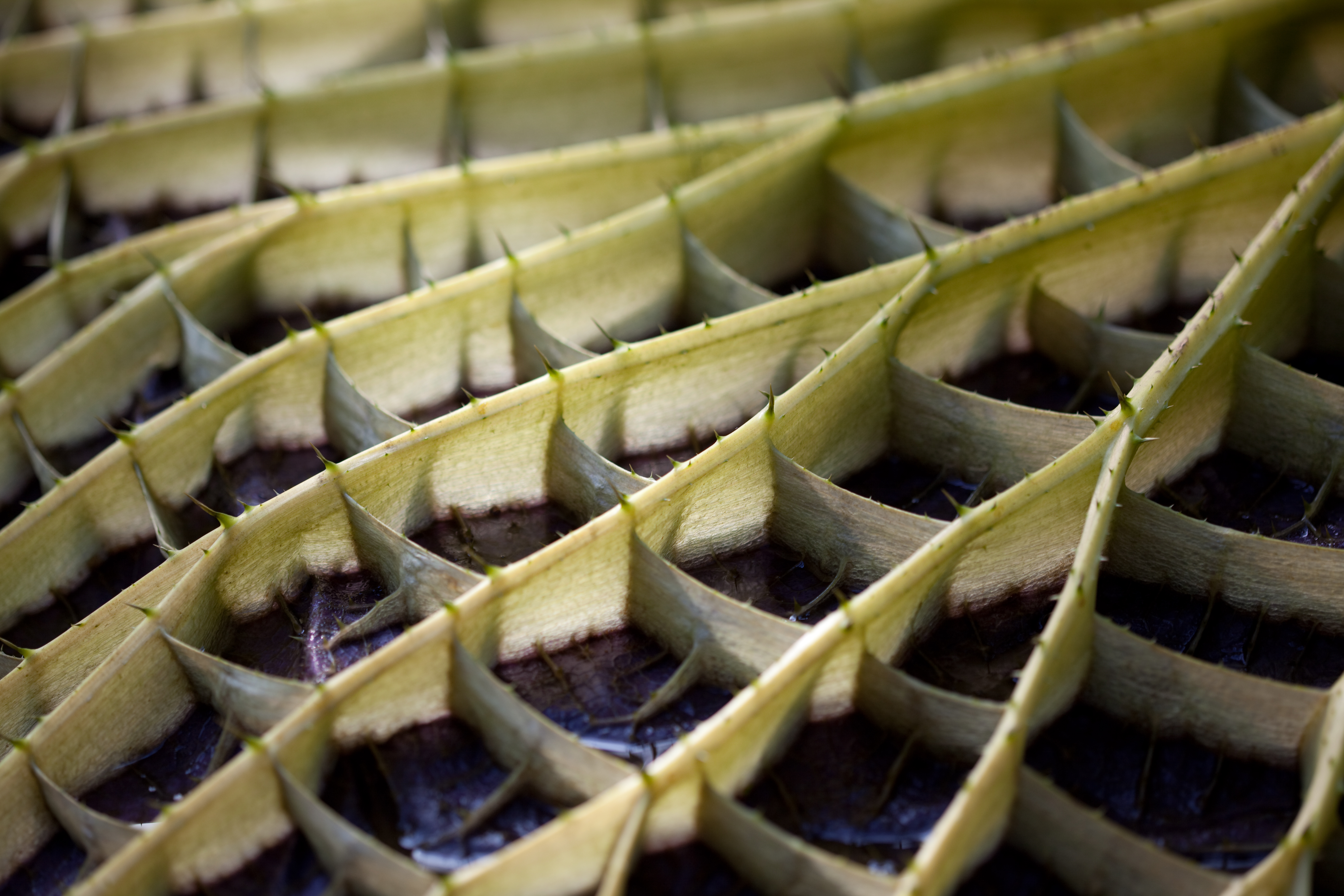
Blattunterseite, Detail
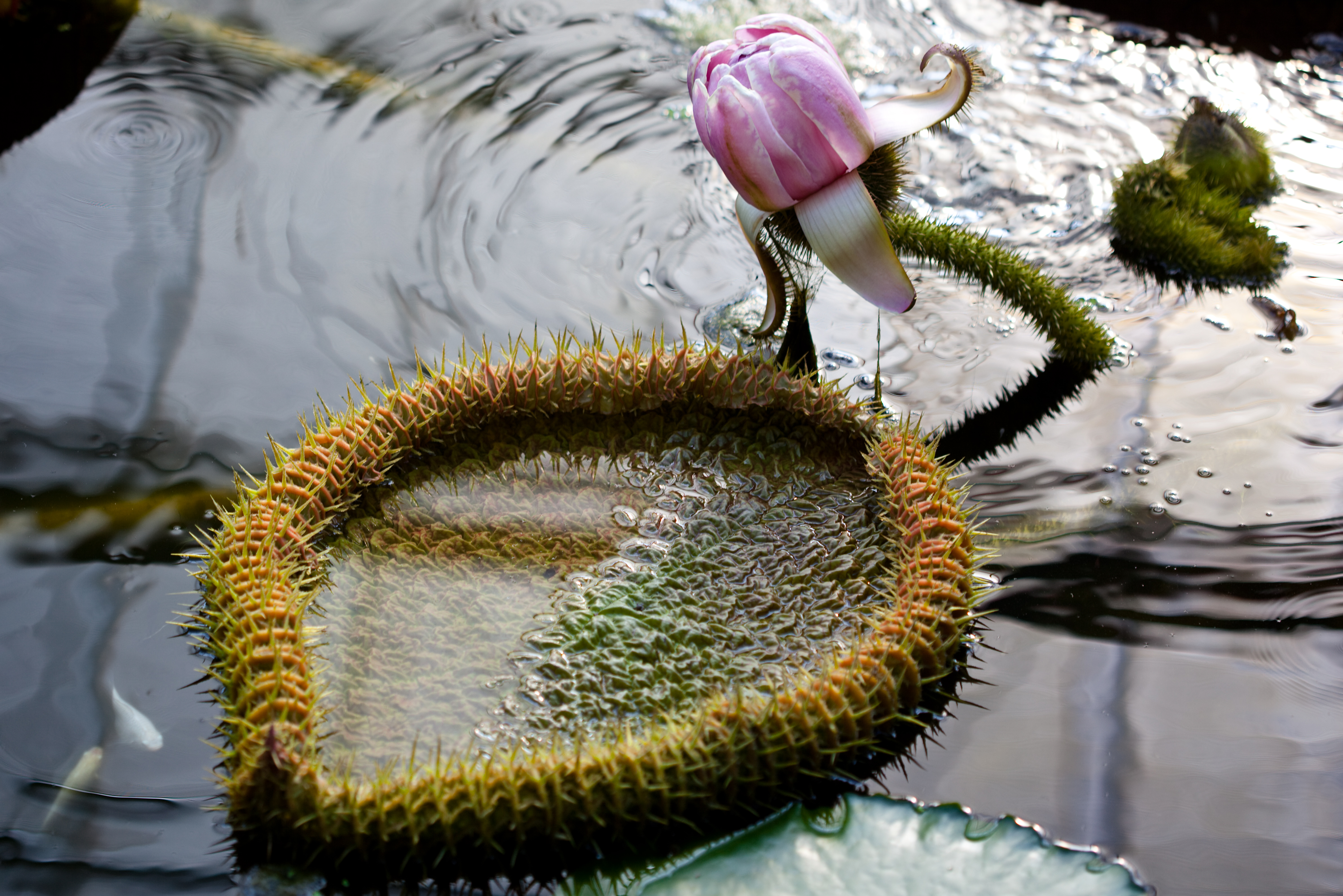
Ein frisch aufgetauchtes und sich noch entfaltendes Blatt in Kobe Kachoen
Amazonas-Riesenseerose im Wappen von Guyana